# Huis te Linschoten
Huis te Linschoten – zabytkowa rezydencja w holenderskiej miejscowości Linschoten.

## Historia
W 1663 Johan Strick wykupił wieś Linschoten od kapituły w Utrechcie. W 1638 ukończył budowę rezydencji znajdującej się na południowy zachód od centralnej części wsi. W 1720 obiekt nadbudowano o kolejne piętro. W 1891 roku budynek sprzedano Ribbiusowi Peletierowi, producentowi cygar. Syn Ribbiusa, Gerlacus, poddał budowlę renowacji, która odbywała się latach 1908-1912. Od 1969 własność fundacji Peletier.

## Położenie i architektura
Budynek znajduje się pośrodku parku z 1834 otoczonego kanałem wodnym. Wystrój ogrodu projektował Jan David Zocher, który umiejscowił w nim m.in. kręty staw, którym otoczył rezydencję. Budynek posiada trzy kondygnacje, po bokach fasady znajdują się dwie wieże.

## Galeria

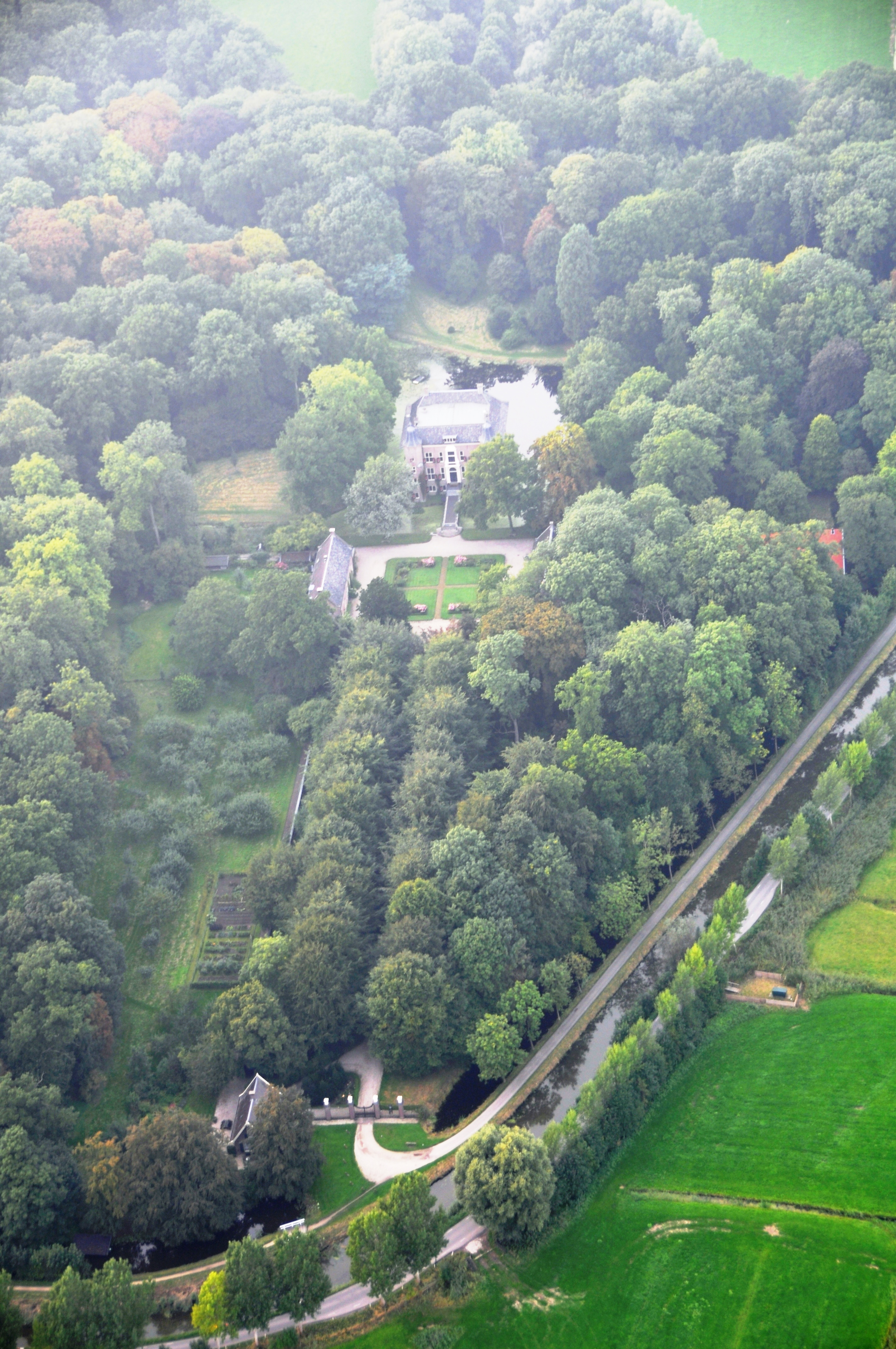
Widok na park z lotu ptaka
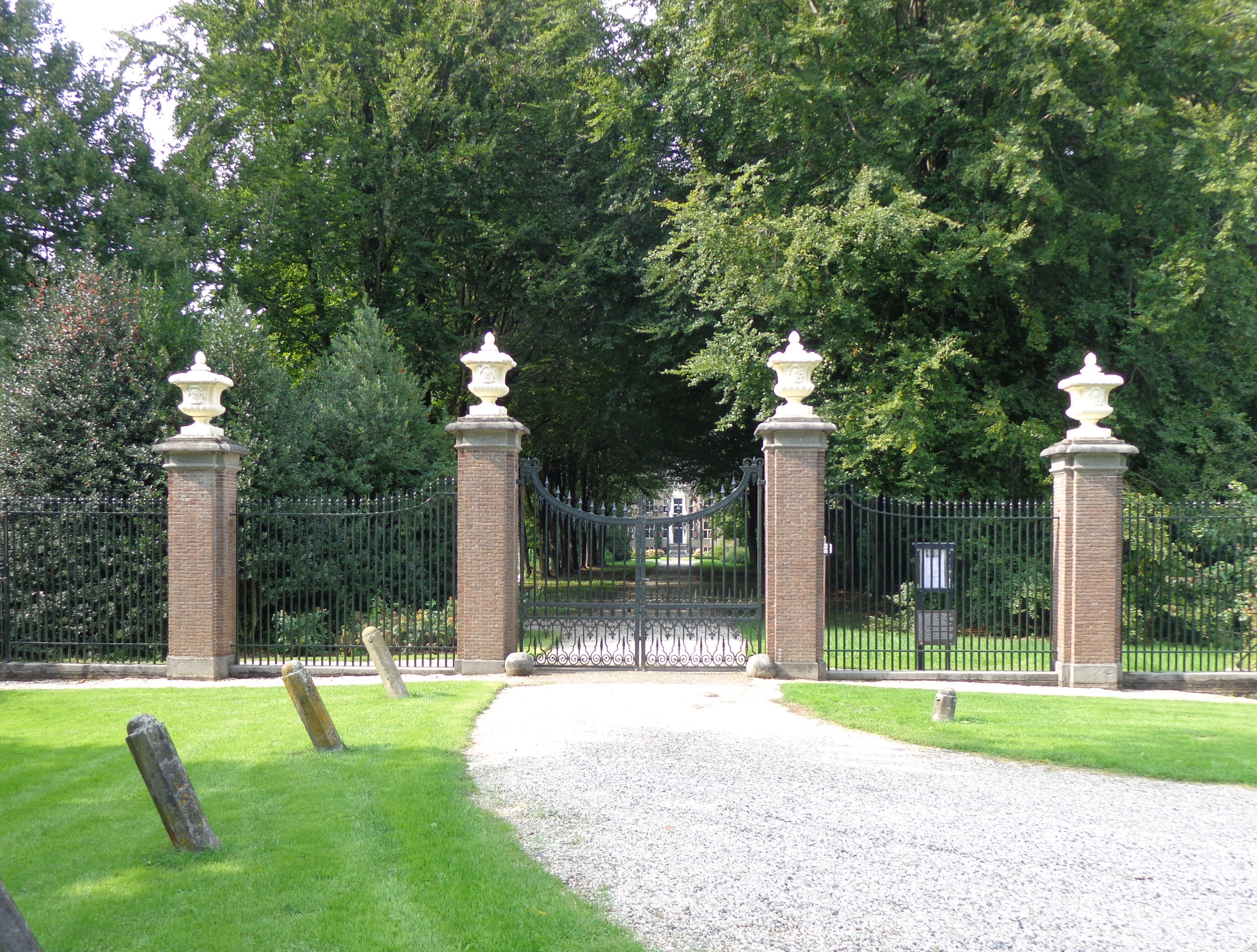
Brama
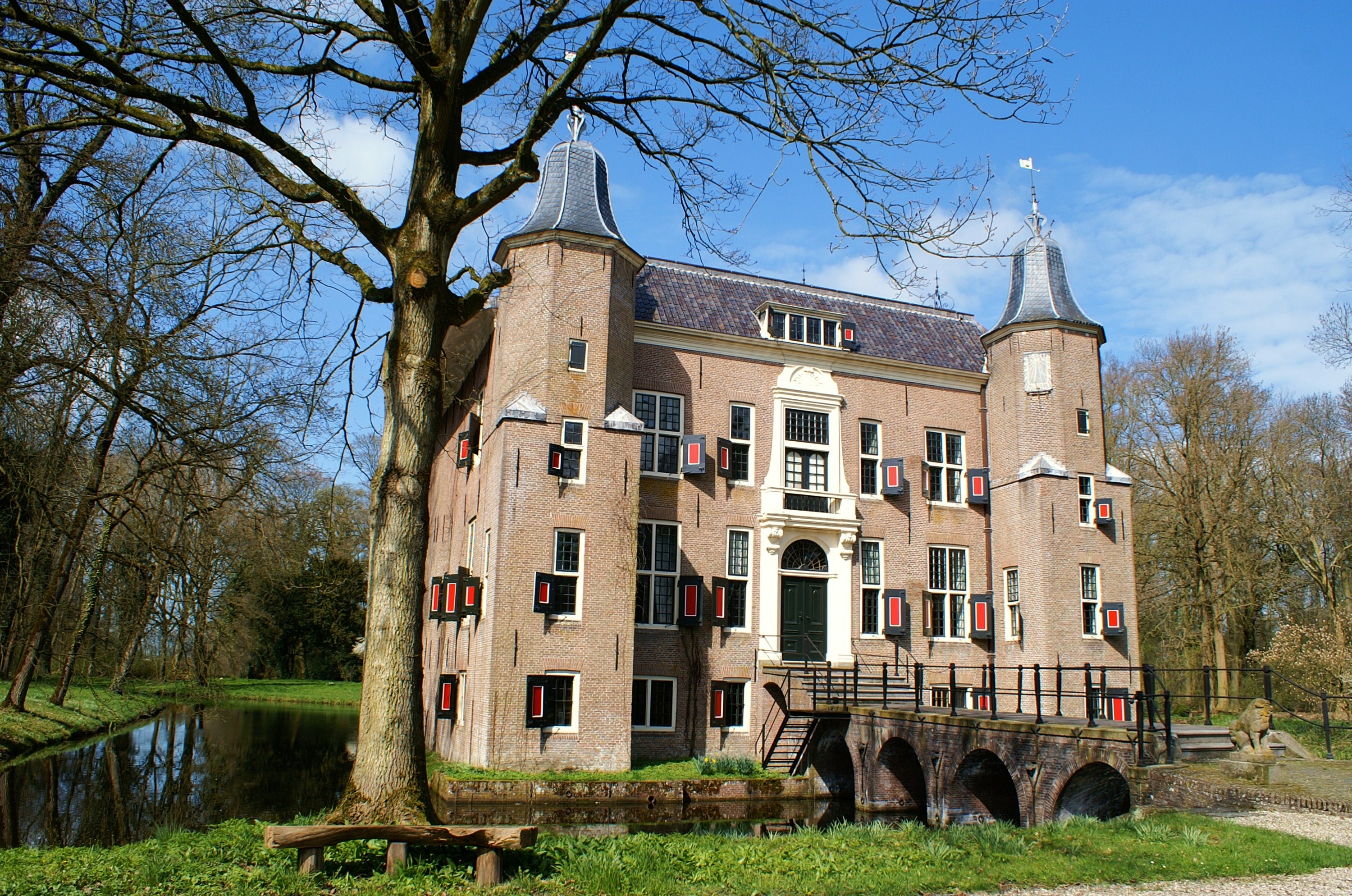
Widok z południa
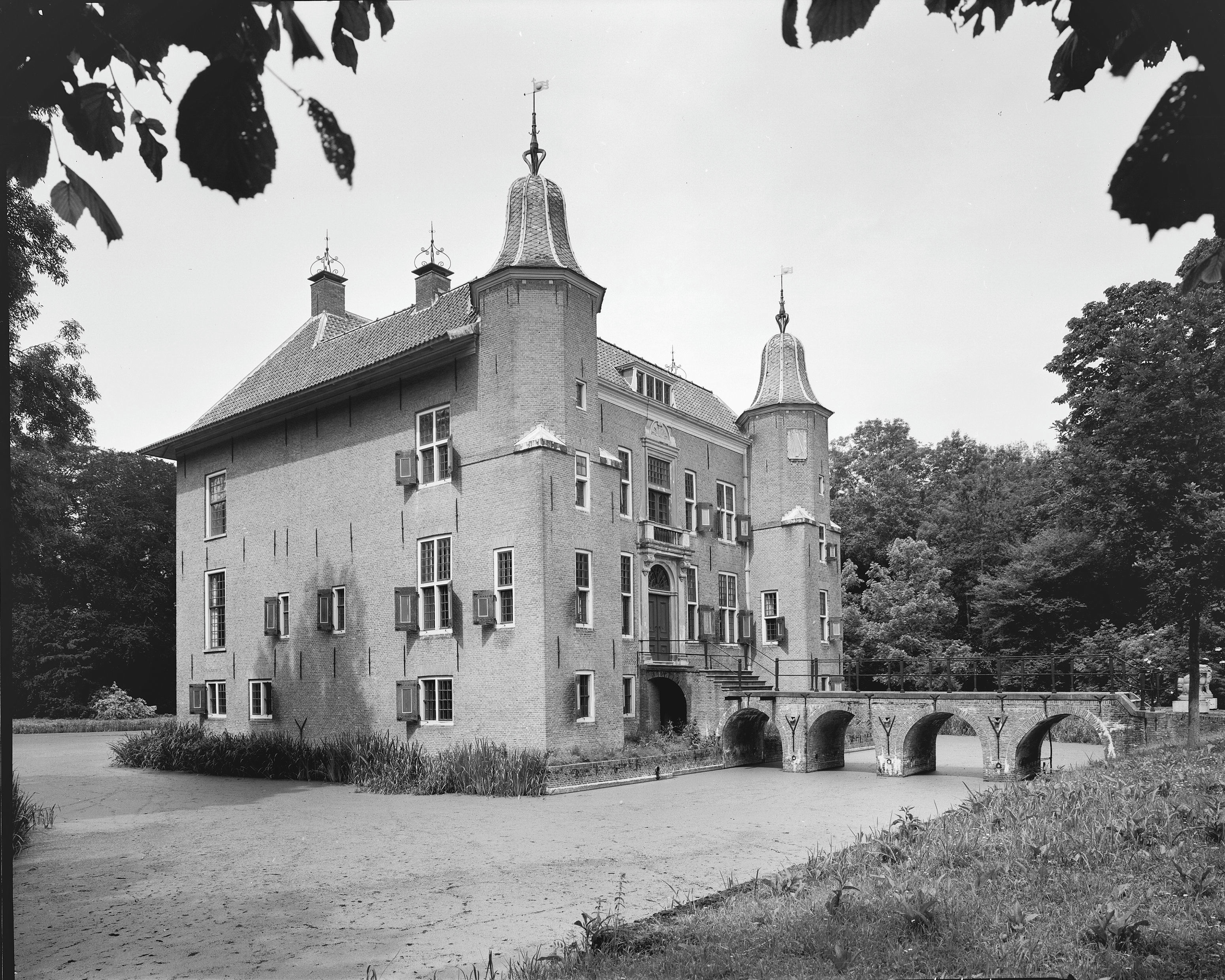
Rezydencja w 1972